# Bofors
Бофорс (швед. Bofors) — шведский металлургический концерн XIX—XX столетий. Был основан в 1873 году. Производил оружие, главным образом зенитные и противотанковые пушки, самолеты, танки, снаряды, порох, станки и различные химикалии. Имел собственные рудники, лесные и земельные угодья.

## История

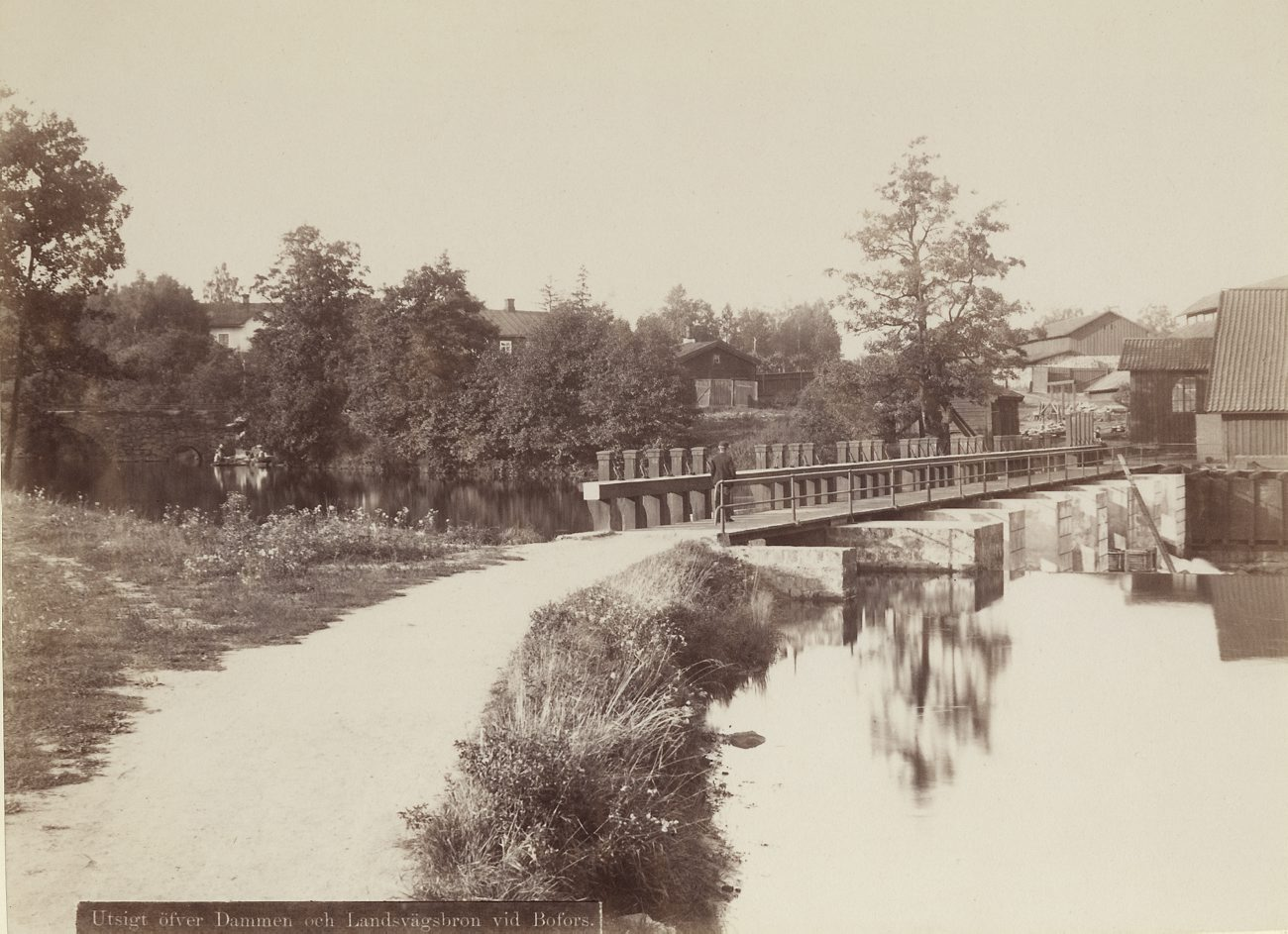
Плотина у завода компании Бофорс, Бофорс, Швеция. 1885 год

Компания Bofors была названа в честь хутора Буфорс или Бу (швед. Bofors, Bo) — сейчас это центр города Карлскуга (Karlskoga) в 50 км на запад от города Эребру (Örebro [œrəˈbruː]) при впадении реки Тимсэльвен (Timsälven) в озеро Мёккельн (Möckeln), где ещё с 1646 года была кузница, принадлежащая кузнецу по имени Паул Линнертсон Хосман. Рядом (в двух километрах выше по течению реки), в деревеньке Бьёркбьорн (Björkborn) ещё с 1639 года существовала кузня, владел ей Mårten Drost. В 1648 году обе кузницы с поселениями приобрел председатель верховного суда Йохан Лиллистром. Затем эти владения много раз перепродавались, переходили по наследству, делились и объединялись. Только в 1866—1867 годах там построили завод для получения кованного металла на продажу и к 1870 годам здесь стали производить больше металла, чем на каком-либо ином предприятии Швеции (6125 тонн в 1871 году).
В 1873 производства в Bofors и Björkborn были сведены в акционерное общество Bofors-Gullspång. Гулльспонг (Gullspång) в этом названии обозначало завод в районе города Гулльспонг в 40 км на юго-запад, который также входил в компанию.
Самые серьёзные изменения начались с приходом в руководство инженера Карла Даниельсона (Carl Danielsson) в 1874 году. В 1878 была пущена первая шведская мартеновская печь для производства стали. Владельцы предприятия (Йонас Андерс Кьеллберг и сыновья) решили поставить на производства пушек. Ещё с 1860 годов в Европе началось применение стальных казнозарядных пушек, производимых заводами Крупп в Германии. Но в Швеции и в 1870-х годах производили пушки старого образца. Только в 1878 году Даниельсон сумел выплавить сталь достаточного качества, а 16 августа 1879 Бофорс представил пушку нового образца на государственные испытания. Пушка выдержала испытания, но до 1884 года Бофорс был вынужден делить рынок пополам и сотрудничать со своим основным внутренним конкурентом, со шведским производителем пушек Finspångs bruk — они договорились обойти продукцию Крупп, закупаемую Швецией.
Бофорс построил металлообрабатывающий цех в 1883 году, чтобы взять на себя все стадии изготовления пушек и затем все сильнее теснил конкурирующий Finspångs bruk, который в 1881 году тоже построил мартен, но сошел с артиллерийского рынка в 1910—1911 годах.
Самым известным владельцем Bofors был Альфред Нобель, он владел компанией с 1894 года (купил у предыдущего владельца Carl O. Kjellberg за 1.3 миллиона крон) до своей смерти в декабре 1896 года. Тогда в компании Бофорс работало около 600 человек. Альфред Нобель дал толчок компании в переходе от металлургии к химическому и пушечному производствам. В 1898 была создана дочерняя компания Bofors Nobelkrut (Нобель-порох) для работы в сфере пороха, взрывчатки, лекарств — сейчас входит в концерн EURENCO (European Energetics Corporation — принадлежит компаниям SNPE, Patria и Saab AB).
В перерыве между мировыми войнами около 1/3 акций компании Bofors выкупил германский концерн Крупп (Krupp), используя нейтралитет Швеции для проведения НТР, которые были запрещены в Германии по условиям капитуляции.
Компания Бофорс производила орудия разных типов: полевые, противотанковые, корабельные, береговые. Но самым легендарным и выгодным изделием компании стало семейство 40-мм зениток Bofors L60 (разработана в 1928—1932 годах, к 1939 году был налажен выпуск таких пушек не только в Швеции, но и по всей воюющей Европе, с заключением двусторонних соглашений и без них). Наследница этой зенитки — Bofors L70 (доработана после войны в 1947-51 годах) применяется до сих пор многими странами. Некоторые эксперты считают, что это пушка вполне может остаться в строю и после своего столетнего юбилея.
В 1991 году Бофорс объединился с шведской оборонной компанией Förenade Fabriksverken (FFV), образовав концерн Celsius Industrier.
В 1999—2000 гг. основная часть компании Бофорс была куплена и разделена между СААБ (Saab, Швеция) и «Юнайтед Дифенс» ( United Defense Industries, США).
Затем «Юнайтед Дифенс» поглотила британская компания BAE Systems Ltd.
Сейчас существуют:
- «СААБ Бофорс Дайнемикс» (Saab Bofors Dynamics) — производит ракетные и противотанковые системы.
- «БАЕ Системз Бофорс» (BAE Systems Bofors) — специализируется на ствольной артиллерии.

## Примеры продукции
- 105-мм пушка 10.5 cm m/27 (1927 год)
- 105-мм пушка 10.5 cm m/34 (1934 год)
- 37-мм противотанковая пушка Бофорс
- Bofors L60 (автоматическое зенитное орудие калибра 40 мм)
- Bofors L70
- 155 мм полевая гаубица FH77